# آبشار شیور
آبشار شیور (به انگلیسی: Shaver Falls) آبشاری است که در همیلتون (انتاریو)، کانادا واقع شده و ارتفاع کلی ریزشگاه آن ۱۱ متر (۳۶ فوت) است.